# Charles e Ray Eames

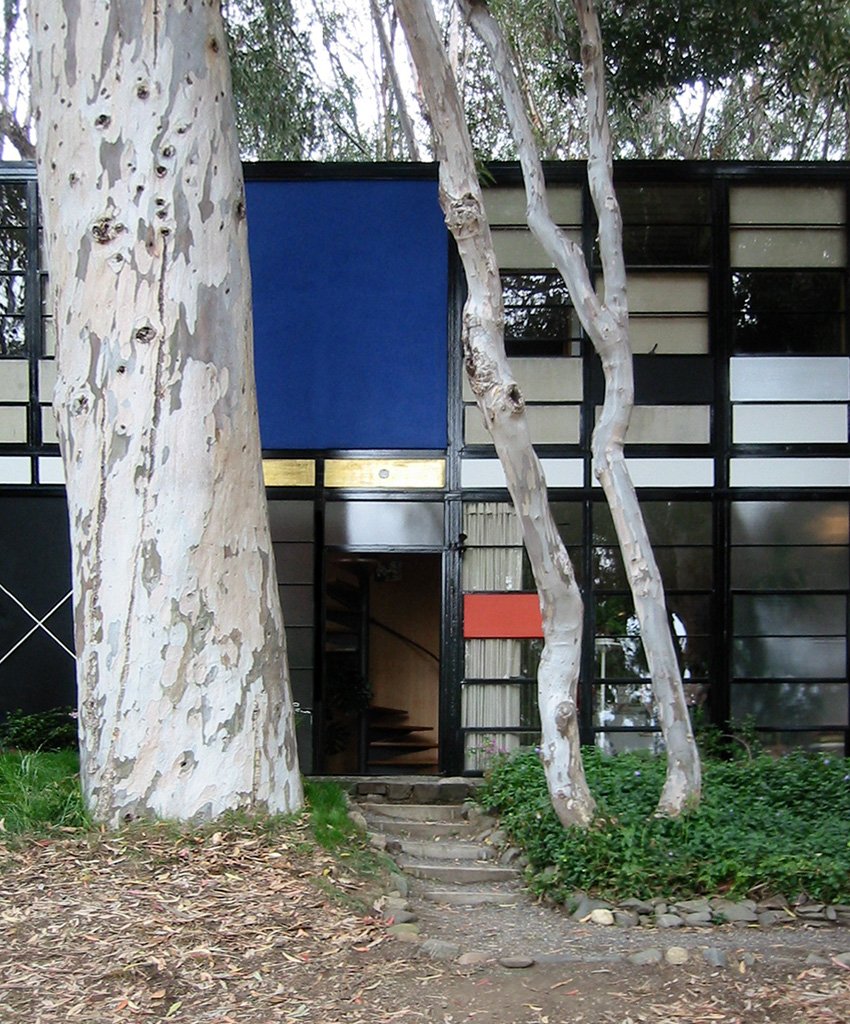
Entrada da Casa Eames

Charles Ormond Eames, Jr  (1907–1978) e Bernice Alexandra "Ray" Eames (1912–1988) foram um casal de designers norte-americanos, autores de contribuições significativas e notáveis para a arquitectura e mobiliário modernos, com uma vasta obra nos campos do design gráfico e industrial, belas artes e cinema.

## Charles Eames
Charles Eames, Jr (June 17, 1907 – August 21, 1978) nasceu em St. Louis (Missouri). Era o sobrinho do arquitecto William S. Eames. Por volta dos seus 14 anos, enquanto estudante do ensino secundário, Charles trabalhou em part-time na Laclede Steel Company, onde adquiriu conhecimentos de engenharia, desenho e arquitectura e onde mantinha a ideia de um dia vir a ser arquitecto.
Charles estudaria por algum tempo arquitectura na Universidade Washington em St. Louis com o apoio de uma bolsa de estudo, tendo desistido após dois anos. Várias fontes afirmam que teria sido afastado pela sua defesa de Frank Lloyd Wright e pelo seu interesse em arquitectos modernos, e alegadamente porque as suas posições seriam "demasiadamente modernas" Outras fontes, citadas com menos frequência, fazem notar que Charles Eames, ao mesmo tempo que estudava era também funcionário do gabinete de arquitectura Trueblood and Graf. As exigências de tempo por parte deste emprego a par das aulas, levaram à privação do sono e à diminuição da sua prestação académica.
Enquanto estudante na Universidade de Washington, conheceu a sua primeira mulher, Catherine Woermann, com quem casaria em 1929. Um ano mais tarde tiveram uma filha, Lucia.
Em 1930 deu início ao seu próprio gabinete de arquitectura em St. Louis, em parceria com Charles Gray. Mais tarde, juntar-se-ia um terceiro sócio, Walter Pauley.
Charles Eames foi bastante influenciado pelo arquitecto finlandês Eliel Saarinen, cujo filho Eero, também arquitecto, viria a ser seu sócio e amigo. A convite de Eliel, Charles muda-se com a sua família em 1938 para o Michigan de modo a prosseguir os estudos de arquitectura na Academia de Arte de Cranbrook, onde mais tarde chegaria a professor e responsável pelo departamento de design industrial. Em 1941, e em parceria com Eero Saarinen, desenhou mobiliário para a competição "Organic Design in Home Furnishings" Museu de Arte Moderna de Nova Iorque. O trabalho de ambos, premiado, exibia a nova técnica de moldagem de madeira originalmente concebida por Alvar Aalto, que mais tarde Eames desenvolveria em inúmeros produtos de contraplacado moldado, incluindo, para além de cadeiras e outro mobiliário doméstico, macas para a Marinha norte-americana durante a II Guerra Mundial.
Também em 1941, Charles e Catarina divorciaram-se, tendo casado em seguida com a sua colega de Cranbrook Ray Kaiser, nascida em Sacramento, na Califórnia. O casal mudou-se então para Los Angeles, local onde trabalhariam o resto da vida. No fim da década de 40, Charles desenhou e construiu para ambos a pioneira Eames House, integrada no programa "Case Study Houses" da publicação Arts & Arhitecture. Localizada numa coline com vista para o Pacífico e construída à mão numa questão de dias com base em peças de aço pré-fabricadas destinadas à produção industrial, permanece um marco da arquitetura moderna.

## Ray Eames
Ray-Bernice Alexandra Kaiser Eames (15 de Dezembro de 1912 – 21 de Agosto de 1988) foi uma artista, designer e cineasta norte-americana que, em conjunto com o seu marido Charles, foi responsável por muitos ícones do design do século XX. Nasceu em Sacramento, Califórnia, filha de Alexander e Edna Burr Kaiser, e irmã de Maurice. Depois de viver em várias cidades durante a juventude, em 1933 graduou-se no Colégio Bennett, em Millbrook, mudando-se em seguida para Nova Iorque, onde estudou pintura expressionista abstracta com Hans Hofmann. Foi uma dos fundadores do grupo American Abstract Artists em 1936, tendo exibido obras na sua primeira exposição um ano mais tarde no Riverside Museum em Manhattan. Uma das suas telas está na colecção permanente do Museu Whitney de Arte Americana.
Em Setembro de 1940 inicia estudos na Cranbrook Academy of Art, no Michigan. Conhece Charles Eames durante a preparação de desenhos e maquetes para a competição "Organic Design in Home Furnishings", e casar-se-iam no ano seguinte.
Em 1943, 1944 e 1947, Ray Eames desenha várias capas para a publicação de referência Arts & Architecture. Durante o final da década de 40, cria vários padrões têxteis, dois dos quais foram produzidos pela Schiffer Prints, empresa que também produziu tecidos da autoria de Salvador Dalí e Frank Lloyd Wright. Peças originais destes trabalhos podem ser vistas em várias colecções de museus.
Ray Eames morreu em Los Angeles em 1988, dez anos depois do seu marido.

## Designers
Durante a década de 50, o casal Eames prossegue o seu trabalho na arquitectura e design de mobiliário. Tal como no trabalho inicial em contraplacado, os Eames são pioneiros na utilização de inúmeras técnicas, como a fibra de vidro, cadeiras em resina plástica, e as cadeiras em malha de metal concebidas para o fabricante de equipamento de escritório Herman Miller. A par do trabalho de design, o interesse de Cherles pela fotografia traduziu-se na concepção de várias curtas-metragens. Desde a sua primeira obra, o incompleto "Traveling Boy" de 1950, até ao extraordinário Powers of Ten de 1977, o seu trabalho no cinema tem sido visto como um meio de difusão para ideias e um veículo de experimentalismo e educação.
O casal Eames também concebeu e desenhou várias exposições notáveis. A primeira delas, Mathematica: a world of numbers...and beyond (1961), foi financiada pela IBM e é a única das suas exposições ainda existente, e considerada o modelo para exposições de divulgação científica no meio popular. Foi seguida, entre outras, pelas exposições "A Computer Perspective: Background to the Computer Age" (1971) e "The World of Franklin and Jefferson" (1975–1977).
Em actividade ao longo de mais de quatro décadas (1943-88) na Washington Boulevard em Venice na Clifórnia, o gabinete de Charles e Ray Eames, acolheu na sua equipa vários designers notáveis, como Henry Beer, Richard Foy, Don Albinson, Deborah Sussman, Harry Bertoia e Gregory Ain, que foi engenheiro-chefe para os Eames durante a II Guerra Mundial. Entre os vários projectos de relevo que surgiram no gabinete estão as cadeiras em contraplacado moldado DCW ("Dining Chair Wood") e DCM ("Dining Chair Metal") em 1945, Eames Lounge Chair de 1956, o mobiliário para o Aluminium Group em 1958, a Eames Chaise, desenhada em 1968 para o amigo de Charles, o realizador Billy Wilder, a Do-Nothing Machine em 1957, experiências com energia solar e um vasto número de brinquedos.
O casal produzia frequentemente curtas metragens para documentar os seus interesses, como o coleccionismo de brinquedos e de artefactos culturais durante as suas viagens. Os filmes também registam o processo de montagem das suas exposições ou a produção das suas peças de mobiliário. Alguns dos seus outros filmes abrangem temas mais intelectuais. Powers of Ten, narrado pelo físico Philip Morrison, oferece uma demonstração dramática das ordens de magnitude através do afastamento visual da Terra em direcção à fronteira perceptível do universo, aproximando-se em seguida do núcleo de um átomo de carbono.
Charles Eames morreu de ataque cardíaco em 21 de Agosto de 1978 durante uma viagem à sua terra natal. Ray morreria 10 anos mais tarde. Na altura da sua morte, encontravam-se a trabalhar no que seria a sua última produção em série, o Sofá Eames, produzido em 1984.
Desde o início da sua actividade, o mobiliário dos Eames era listado apenas pelo nome de Charles Eames. Em 1948 e 1952, os catálogos da Herman Miller apenas mencionam Charles, mas ficou evidente que a mulher Ray, pela magnitude da sua participação e envolvimento, deveria ser considerada nos mesmos termos do marido. Os têxteis eram desenhados sobretudo por Ray, assim como os bancos Time Life.
Em 1979, o Royal Institute of British Architects homenageou o trabalho de ambos com a Medalha de Ouro.

## Obras

### Arquitetura
- Casa Sweetzer (1930–33)
- Casa modelo do St. Louis Post-Dispatch (193?)
- Igreja de Santa Maria (Helena, Arkansas) (1934)
- Igreja de Santa Maria (Paragould, Arkansas) (1935)
- Casa Dinsmoor (1936)
- Casa Dean (193?)
- Casa Meyer (1938)
- Casa na ponte (Eames-Saarinen) (1945)
- Casa Entenza (1949)
- Casa Eames (1949)
- Casa Max De Pree (1954)

### Filmografia seleccionada
- Traveling Boy (1950)
- Blacktop: A Story of the Washing of a School Play Yard (1952)
- Parade Parade Or Here They Are Coming Down Our Street (1952)
- A Communications Primer (1953)
- House: After Five Years of Living (1955)
- Day of the Dead (1957)
- Toccata for Toy Trains (1957)
- Kaleidoscope Jazz Chair (1960)
- Powers of Ten (1968, rereleased in 1977)
- Image of the City (1969)
- Banana Leaf (1972)
- Fiberglass Chairs
- SX-70
- Eames Lounge Chair

### Design de exposições
- Textiles and Ornamental Arts of India (1955)
- Glimpses of the USA (sete telas para a exposição Americana em Moscovo, Parque Sokoolniki) (1959)
- Mathematica (para a IBM, 1961)
- Pavilhão da IBM na New York World's Fair de 1964
- Nehru: The man and his India (1965)
- The World of Franklin and Jefferson (1975), construída para a comissão de comemoração do bicentenário dos Estados Unidos.

### Exposições e retrospectivas
- Exposição na Biblioteca do Congresso (1999)
- Charles e Ray Eames no Design Museum, Londres (1998)[6]